# John Boswell
John Eastburn Boswell (Boston, Massachusetts, 20 de marzo de 1947-New Haven, Connecticut, 24 de diciembre de 1994) fue un historiador y escritor estadounidense.

## Biografía
Nacido en una familia conservadora y militar, se graduó de sus primeros estudios en el College of William and Mary, donde se convirtió al catolicismo. Su apodo, creado a partir de las iniciales de su nombre, era JEB. Medievalista y filólogo que hablaba fluidamente varios idiomas, recibió su doctorado en la Universidad de Harvard en 1975. Posteriormente se unió a la facultad de historia de la Universidad de Yale y se convirtió en profesor de tiempo completo en 1982. En 1987 ayudó a organizar y a fundar el Centro de Estudios Gais y Lésbicos de la Universidad de Yale, que hoy es conocido como Research Fund for Lesbian and Gay Studies. Recibió la distinción de profesor de historia Whitney Griswold en 1990, mientras era designado para la cátedra de historia por un periodo de dos años en el departamento de historia de la Universidad de Yale.
Recorrió todas las grandes bibliotecas de Europa, incluida la Biblioteca Apostólica Vaticana, donde encontró muchos manuscritos: en total 80 originales de las ceremonias de bodas de carácter homosexual, a las que posteriormente se agregaron otras 60 publicadas en Las bodas de la semejanza, donde se bendicen y santifican los amores homosexuales. Sus trabajos y estudios sobre historia medieval fueron reconocidos por su organización y métodos. Podía escribir sus comentarios a los trabajos de sus alumnos en una caligrafía medieval perfectamente ejecutada.
Murió por complicaciones relacionadas con el sida a la edad de 47 años.

## Obra
John Eastburn Boswell fue autor del controvertido libro Cristianismo, Tolerancia Social y Homosexualidad (1980), que, de acuerdo a sus críticos —ejm. Chauncey (1989)—, «ofrecía una interpretación revolucionaria de la tradición occidental, argumentando que la Iglesia Católica no siempre había condenado a los homosexuales a través de la historia, sino sólo tardíamente, a partir del siglo XII, probando alternativamente que no había el menor interés sobre los homosexuales o sobre el amor entre hombres.» El libro fue reconocido y galardonado con el National Book Award de Historia y el premio Stonewall Book Award en 1981. También recibió alguna crítica negativa, como la del historiador británico Richard W. Southern, que señala los «conceptos erróneos que vician de raíz muchas de las conclusiones» de Boswell.
Sin embargo fue conocido primeramente como el autor de Same-Sex Unions in Pre-Modern Europe (New York: Villard, 1994) y traducido al español como Las bodas de la semejanza. Uniones entre personas del mismo sexo en la Europa premoderna libro en el cual argumenta que la adelphopoiesis, era la liturgia que evidenciaba cómo la actitud del cristianismo hacia los homosexuales había cambiado con el paso del tiempo, y que en la Iglesia primitiva se había, en ocasiones, aceptado las relaciones homosexuales.
Los rituales llamados «uniones de personas del mismo sexo» (same-sex union, traducción propuesta por Boswell) se encuentran en los antiguos libros de oraciones de las iglesias, tanto de occidente como de oriente. Son rituales de adelphopoiesis, literalmente del griego «hermanar, hacer hermanos». Boswell, precisó que el ritual de adelphopoiesis debía ser considerado como una unión similar al matrimonio. Y de aquí la controversia del texto de Boswell con otros autores, quienes prefieren ver en la adelphopoiesis un ritual no matrimonial, sino de hermanos adoptivos o «hermanos de sangre».
Boswell pone como evidencia iconográfica a dos santos, a Sergio y Baco (según documentos en el Monasterio de Santa Catarina en el Monte Sinaí), y dibujos como el que señala sobre el festín en la boda del emperador Basilio con su «compañero», Juan. Boswell ve a Jesús como el que desempeña el papel del pronubus o lo que sería en un sentido moderno, el «padrino de bodas». 
Boswell hace varias traducciones propias y detalladas de estos ritos en su libro The Marriage of Likeness, y puntualiza que una misa para una adelphopoiesis ocurrió tan solo hace un par de centurias en la Basílica de San Juan de Letrán, sede catedralicia del Papa como Obispo de Roma.
- Royal Treasure: Muslim Communities Under the Crown of Aragon in the Fourteenth Century (1977) – Online
- Christianity, Social Tolerance, and Homosexuality (1980)
- Rediscovering Gay History: Archetypes of Gay Love in Christian History (1982)
- The Kindness of Strangers: The Abandonment of Children in Western Europe from Late Antiquity to the Renaissance (1989)
- Homosexuality in the Priesthood and the Religious Life (1991) (co-author)
- Forms of Desire: Sexual Orientation and the Social Constructionist Controversy (1992)
- The Marriage of Likeness: Same-Sex Union in Premodern Europe (1994)

## Fe y sexualidad
Boswell mismo fue un hombre devoto y ortodoxo en sus creencias. Sin embargo discrepaba profundamente de la posición de la Iglesia en cuestiones relacionadas con la homosexualidad. Por eso, hasta cierto punto, gran parte del trabajo de Boswell busca el cristianismo histórico y esa iglesia de reconciliación entre las creencias religiosas y la orientación sexual.
En Revolutions, Universals, and Sexual Categories (1982, revisado), Boswell compara las posiciones construccionistas-esencialistas  a la dicotomía realista-nominalista. Enumera también tres tipos de taxonomía sexual:
- Todos o la mayoría de los seres humanos son sexualmente polimórficos... accidentes externos como la presión sociocultural, sanciones legales, creencias religiosas, históricas o personales son circunstancias que determinan la expresión actual de los sentimientos sexuales de cada persona.
- Dos o más categorías sexuales, usualmente pero no siempre, están basadas en la elección del objeto sexual.
- Un tipo de respuesta sexual es normal, todas las otras variantes resultan entonces anormales.

Además de los temas sobre sexualidad, su Royal Treasure es un detallado estudio histórico de los grupos mudéjares o musulmanes en la Corona de Aragón en el siglo XIV.